# Sabas Asidenos
Sabas Asidenos (en griego: Σάβ[β]ας Ἀσιδηνός; fl. 1204-1216) fue un poderoso magnate local de la región de Sampson (antigua Priene en Jonia) a principios del siglo XIII. Después de la cuarta cruzada, se estableció como un gobernante independiente antes de someterse al Imperio de Nicea.
Historiadores antiguos, como George Finlay y William Miller, habían identificado su ciudad con Amisos o Samsun en la costa del mar Negro, y pensaban que Sabas tenía su base allí; sin embargo, en un artículo de 1935, G. de Jerphanion demostró que su centro de poder era Sampson en la costa del mar Egeo.

## Biografía
El origen de Asidenos es desconocido. En 1204, como otros magnates poderosos (por ejemplo, Teodoro Mangafas o León Esguro), utilizó el vacío de poder creado por la caída de la capital imperial bizantina de Constantinopla en la cuarta cruzada, para tomar el control de Sampson y el valle inferior del río Meandro. A finales de 1205 o principios de 1206, sin embargo, se vio obligado a reconocer la soberanía del reino sucesor bizantino de Anatolia, el Imperio de Nicea encabezado por Teodoro I Láscaris. Asidenos se sometió pacíficamente y mantuvo su influencia local, posiblemente actuando como gobernador de la región..
Sus relaciones con el gobernante niceno se hicieron cercanas, y Asidenos aparentemente se casó una miembro de la dinastía Láscaris, ya que en 1214 Teodoro I se dirige a esta como sympetheros ("pariente"), y lo registran como poseedor del título de sebastocrátor, en ese momento generalmente restringido a los hermanos del emperador bizantino. Asidenos es mencionado nuevamente en 1216, en un documento de un monasterio en el monte Latmos. Nada se sabe de Manuel a partir de entonces.. 